# Arunt
Arunt o Arrunt (Arruns (llatí)) va ser un harúspex etrusc d'avançada edat citat per Lucà a La Farsàlia. Diu que era originari de Lucca i per a alguns estudiosos va ser un personatge històric. També el cita Dante a la Divina Comèdia.
Arunt és expert en la interpretació de la caiguda dels llamps, de les vísceres dels animals i dels avisos de les aus "que volen pel cel". Va ser convocat a Roma poc temps abans de la guerra civil entre Cèsar i Pompeu, per a interpretar alguns prodigis. En arribar, va ordenar que els "monstres" (els éssers deformes que produeix la natura que havien aparegut) es cremessin, i després va organitzar una processó purificadora a l'entorn de la ciutat, encapçalada pels magistrats i els sacerdots. Finalment va sacrificar un toro en honor de Júpiter, però de la víctima no en va sortir "sang corrent" sinó una sang corrupta que va espantar l'harúspex. Van seguir els signes nefastos: Quan va observar el fetge hi va veure moltes imperfeccions i que tenia dos caps (duo capita). Amb aquests indicis va interpretar que els duo capita representaven Pompeu i Cèsar, i que s'enfrontarien a la batalla de Farsàlia. Va predir també la victòria de Juli Cèsar.
Dante el va col·locar a l'Infern, entre els endevins, a la quarta fossa del vuitè cercle, el dels fraudulents. El poeta florentí es va basar probablement en un text que citava malament Lucà, i deia que l'harúspex era originari de la ciutat de Luni (en llatí Lunae en lloc de Lucae) que a la seva època estava deserta, però que en temps d'Arunt (segle i aC) o en la de Lucà (segle I dC) la ciutat romana tenia la seva màxima esplendor. Dante el situa en una cova, entre marbres de Carrara, en un lloc des d'on podia veure tant el mar com els estels.